# Medische Missiezusters

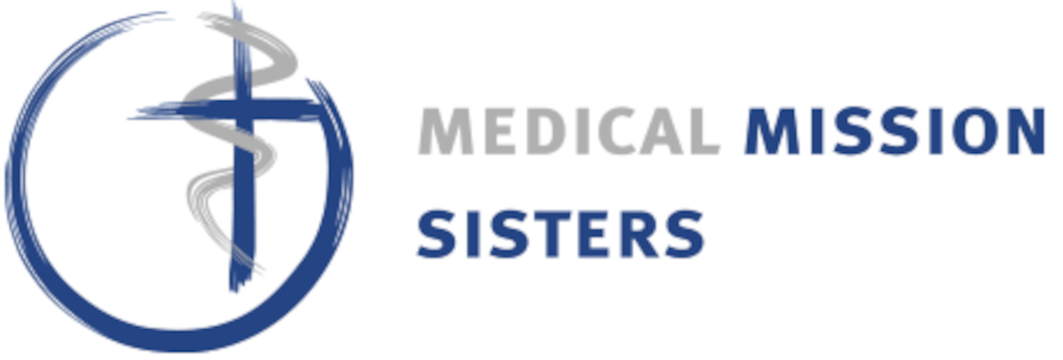
Engels logo van de Medische Missiezusters

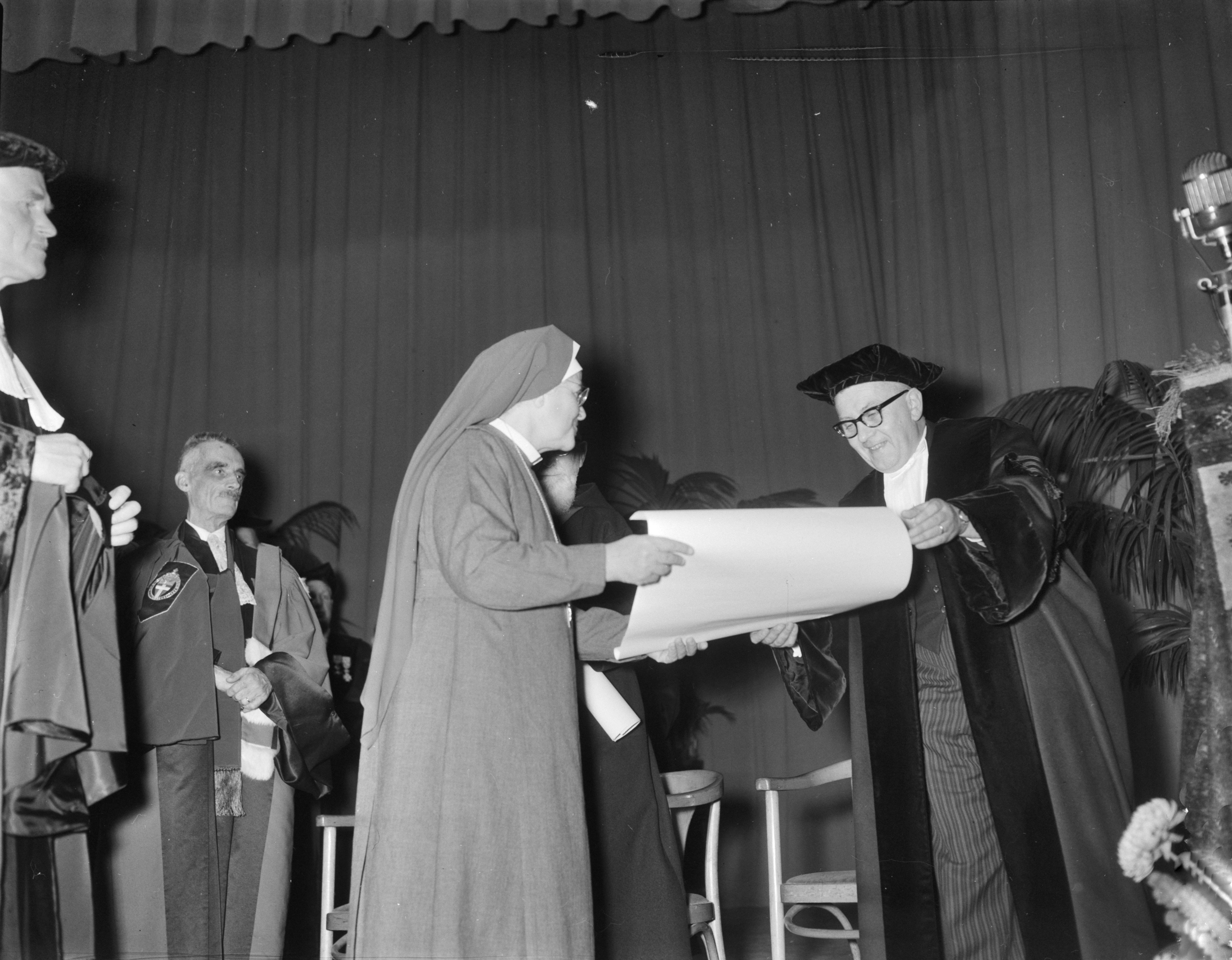
Oprichtster Anna Dengel krijgt een eredoctoraat van de Katholieke Universiteit Nijmegen (1958)

De Medische Missiezusters vormen een vrouwelijke congregatie binnen de Rooms-Katholieke Kerk die internationaal bekendstaat onder de naam Society of Catholic Medical Missionaries of Medical Sisters Congregation (MMS).

## Geschiedenis
De congregatie van de Medische Missiezusters is opgericht door de arts Anna Maria Dengel (1892-1980). Zij kwam uit Oostenrijk, haalde in 1919 haar artsendiploma en vertrok in 1920 als dokter naar Rawalpindi, in het huidige Pakistan. Hier zag ze het leed van zieke moslimvrouwen die niet geopereerd mochten worden door mannelijke moslimartsen, omdat lichamelijk contact tussen de seksen niet was toegestaan. Toen ze in 1925 vrouwen met gelijke inzichten en idealen ontmoette, kwam zij in Philadelphia tot de oprichting van de Medische Missiezusters. Het zou echter tot 1935 duren voordat de Katholieke Kerk de medische werkzaamheden van de Missiezusters goedkeurde. Tot die tijd konden de zusters dan ook niet officieel hun gelofte aﬂeggen.
De eerste Nederlandse Missiezusters meldden zich aan in de jaren dertig van de twintigste eeuw. In 1939 werd er een Nederlandse afdeling van de Medische Missiezusters opgezet, die vooral in de jaren veertig en vijftig tientallen jonge vrouwen trok. Deze werden, na een noviciaatsperiode van enkele jaren, uitgezonden naar landen als Malawi, Ethiopië en de Congo in Afrika; India, Birma, Indonesië in Azië; Brazilië en Peru in Latijns-Amerika.
Aanvankelijk richtten de Missiezusters zich op de behandeling van ziekten, maar in de laatste decennia is hun werkterrein uitgebreid met de preventie ervan. Het begrip 'medisch' is eveneens uitgebreid en behelst nu ook de heelwording van de gehele mens: lichaam zowel als geest. In dit verband wordt ook sterk gelet op de levensomstandigheden: zonder sociaal-economische verbeteringen en zonder zorg voor het milieu geen duurzame gezondheid.
De Missiezusters stellen zich ten doel om 'helend aanwezig te zijn'. Niet alleen bieden zij gezondheidszorg aan de meest kwetsbare groepen overal ter wereld, maar ook hebben zij oog voor de leefomgeving waarin mensen wonen. Daarom zijn de zusters ook betrokken bij diverse ecologische projecten op religieuze grondslag, zoals het project HEAL (Haven for Ecological and Alternative Living) op de Filipijnen, waarbij er onder meer nadruk wordt gelegd op het duurzaam omgaan met de aarde.
Honderden zusters van 23 verschillende nationaliteiten namen in 2009 deel aan kleinschalige gezondheidsprojecten. De Stichting Vrienden Medische Missiezusters geeft bekendheid aan het werk van de zusters en zamelt geld in voor hun werk wereldwijd. De congregatie telde anno 2009 625 zusters.